# Эли I (граф де Ла Марш)
Эли I (фр. Hélie; умер в 976 или 977) — граф Ла Марша и Перигора. Старший сын графа де Ла Марша Бозона Старого и его жены Эммы Перигорской.
В 974 году вместе с отцом участвовал в нападении на владения виконта Жеро Лиможского. Около того же времени Бозон Старый умер, и Эли I стал графом Марша.
В июле 975 года был убит граф Перигора Ранульф Бомпар, дядя Эли I со стороны матери, и тот стал его наследником.
В том же или в следующем году Эли I захватил и приказал ослепить хорепископа Бенедикта, который предназначался к избранию епископом Лиможа. Поводом являлось то, что Бенедикт был ставленником его врагов — лиможских виконтов. Вскоре после этого Ги I Лиможский с помощью засады пленил Эли I и его брата Альдеберта и поместил их в замок Монтиньяк.
С согласия герцога аквитанского Ги собирался сделать с графом Перигора то же, что тот сделал со священником — ослепить. Однако Эли I удалось бежать. Он сразу же отправился в Рим вымаливать прощение у папы, но по дороге в Италию умер.
Детей у него не было, и графство Перигор унаследовал брат Адальберт I.